# Hardyadrama presignis
Hardyadrama presignis är en tvåvingeart som först beskrevs av Hardy 1973.  Hardyadrama presignis ingår i släktet Hardyadrama och familjen borrflugor. Inga underarter finns listade i Catalogue of Life.